# Ваджраяна
Ваджраяна (букв. на санскрит Диамантена колесница, девангари: वज्रयान; ория: ବଜ୍ରଯାନ, тибетски: རྡོ་རྗེ་ཐེག་པ་, до рдже тег па; монголски: Очирт хөлгөн) е известен и още като Тантрически будизъм, Тантраяна, Мантраяна, Тайна мантра, Езотеричен будизъм. Ваджраяна е сложна и многообразна система от будистки учения и практики, които са предавани като приемственост в продължение на много векове, а според традицията на всяка от школите от самия исторически Буда Шакямуни.
Според оригиналните ръкописи на Ваджраяна тя е една от трите колесници или пътища, водещи до просветление, като другите два са Теравада и Махаяна.
Основните свещени писания във Ваджраяна се наричат тантри. Типични за Ваджраяна са ритуалите, спадащи към категорията на умелите средства, наречени упая. Според някои учени те се използват като заместител или алтернатива на ранните абстрактни медитации.

## Историята на Ваджраяна
Въпреки че първите тантрически будистки ръкописи се появяват в Индия от 3-ти чак до 12 век, учени като Харикава Акира вярват, че Ваджраяна възниква най-вероятно през 6-и или 7 век. А името Ваджраяна се среща за първи път през 8 век. Предшественик на Ваджраяна е Мантраяна, а след Ваджраяна се развиват Сахаджаяна и Калачакраяна.

### Индия
Периодът на индиийския Ваджраяна будизъм е класифициран като петият или последен период на индийския будизъм. Литературата на Ваджраяна отсъства от най-старата будистка литература на Пали Канона и от Агама.

#### Митологичен произход
Според тибетските будистки традиции историческият Буда Шакямуни е преподавал тантра, за които се казва, че са „тайни“ учения, слагащи ударение върху връзката между учител и ученик. Те били записани дълго след времето на Буда, Пали канона и Махаяна сутрите. Според Ваджраяна текстовете, ученията от тази колесница за първи път били представени от Буда, 16 години след неговото просветление. Според историческите източници обаче ранният период на разпространение на Мантраяна може да се определи като започващ от 4 век.
Според някои предания, тантрическият будизъм първоначално се развива в кралство Удияна, като тази страна е разделена на две царства Шамбала и Ланкапури. Вероятно Шамбала може да бъде отъждествена като Шамбалпур, а царство Ланкапури като Сонепур. Според преданието Индрабхути, кралят на Шамбалпур създал Ваджраяна, когато неговата сестра се оженила за принц (Ювараджа) Джалендра от царство Ланкапури Сонепур и създала Сахаджаяна.

#### Исторически произход

##### Мантраяна и Ваджраяна
Въпреки твърдението че Ваджраяна е древна и автентична будистка школа като всяка друга, най-вероятно тя постепенно се е развила в среда със съществуващи по-рано от нея тесктове като махапашаннипата и текста, наречен ратнакетудхарани. Основното положение на Ваджраяна е все още същото такова каквото е било на първите будисти, а именно състоянието на анатта: няма нищо вечно. Промените съвпадали с променящото се общество в средновековна Индия: представянето било променено, техниките по пътя към просветлението се променили, над външната проява на будизма доминирал ритуализмът и духовният ред от буди, бодхисатви, богове и богини.
Съществуват различни гледни точки относно това къде точно в индийския субконтинент се с появила Ваджраяна. Съществуват предположения, че историческият произход на Ваджраяна може да е в Бенгал както и в тогавашното кралство Удияна, което вече не съществува, но мястото все още се намира в Ориса или това е в наши дни долината Суат в Пакистан.
Най-ранните открити текстове са от 4 век. Университета Наланда в Източна Индия тогава става център за развиването на теоретичната основа на Ваджраяна. Въпреки това е по-вероятно университетът да е следвал, отколкото да е водил това най-ранно тантрично будистко учение.
Само от 7-и или началото на 8 век тантричните техники и подходи стават силно доминиращи в Индия. От началото на 7 век много известни религиозни елементи на хетерогенната природа били вмъкнати в будизма Махаяна, което в края на краищата дало отпечатък върху историческия произход на тантрическите учения Ваджраяна, Калачакра тантра и Сахаджа сидхи тантрите. Тези два нови тантрически култа към будизма представили Мантра, Мудра и Мандала заедно с шестте тантрически Абхичари (практики) като Марана (Смърт), Штамбхана, Саммохана, Видвесан, Уччатана и Ваджикарана. Те все още са живи в примитивните вярвания и практики в по-опростен и по-малко официален подход към личното божество, където съществува свободно и уважително отношение към жените и отричане на кастовата система.
Индия ще продължи до 11 век да бъде водещ източник на практиките във Важраяна, раждайки много именити махасидхи.

### Езотерична приемственост
Обикновено Ваджраяна се определя като езотерично учение, в смисъл че предаването на определени методи става само от учител на ученик. Процесът се нарича инициация, посвещение или още упълномощаване, а това може да се направи само от квалифициран лама, но не и да се научи от четене на текст. Освен това много техники са тайна, но някои Ваджраяна учители отговарят, че самата тайна не е важна, а само страничният ефект върху реалността, където техниките нямат смисъл извън връзката учител – ученик. За да практикува ученикът Ваджраяна, той трябва да получи такова посвещение или разрешение:

Ако тези техники не се практикуват правилно, практикуващте могат да си навредят физически и умствено. За да се избегнат тези опасности, практиката се пази „тайна“ външно от връзката учител – ученик. Пазенето на тайна и отговорността на ученика към ваджра гуру са аспекти на самая (тиб. дамциг) или „свещена връзка“, които пазят практикуващия и целостта на ученията."

Ученията могат да се разглеждат като „тайни“, което значи че даже и те да се разкажат директно на човек, той няма да разбере ученията в правилния контекст. Така тези учения са „тайна“ за умовете на тези, които попадат на тях просто от любопитство.
Рамките на езотеричното предаване могат да заемат много форми. Школата Ниингма на тибетския будизъм използва метод, наречен Дзогчен. Тибетската Кагю школа и школата Шингон в Япония използват алтернативен метод, наречен Махамудра.

### Терминология
Терминологията, свързана с Ваджраяна, може да бъде объркваща. Повечето от термините произлизат от езика пали на тантрическия индийски будизъм, като явно са преминали през други култури, като Япония и Тибет, преди преводът им за съвременния читател. Допълнителни усложнения възникват, когато видимо равностойни термини могат да имат леки вариации при употреба и значение според контекста, школата, времето и мястото на употреба. Трети проблем е, че Ваджраяна текстовете според тантричните традиции използват двусмислен език и така те биват преднамерено кодирани.

## Школи на Ваджраяна
Въпреки че има исторически доказателства за присъствието на Ваджраяна в Югоизточна Азия и на други места (виж История на Ваджраяна), днес Диамантената колесница е разпространена в Тибетско-Хималайския район и там докъдето се простират тибетските школи – Монголия и републиките в съвременна Русия Бурятия, Тува и Калмикия. В Япония това е днешната школа Шингон и някои нейни под-школи, използващи по-малък брой тантрически приемствености.
Разграничението между традициите невинаги е твърдо. Например тантра разделите на Канджур понякога включват материал, който обикновено не се счита като тантричен извън тибетски будистката традиция, като например Сърдечната Сутра и дори версии на учения от Канона Пали.

### Тибетски будизъм
Определяните като Тибетските будистки школи, основани върху линии и текстовите традиции на Канджур и Тенджур, освен в Тибет са разпространени също в Бутан, Северна Индия, Непал, Югозападен и Северен Китай, Монголия и различни континентални републики на Русия, които са съседни до тези райони, като например област Амур, Бурятия, област Чита, Република Тува и Хабаровски край. Тибетският будизъм е също и основна религия в Калмикия.
Има 5 основни тибетски школи във Ваджраяна:
- Нингма
- Кагю
- Сакя
- Джонанг
- Гелуг

Ваджраяна будизмът е бил създаден в Тибет през 8 век, когато Шантаракшита пристига от Индия в Тибет по инициатива на Дхарма краля Трисонг Децен, вероятно преди 767. Той създал на основата на това, което по-късно става известно като школата Нйингма. Историческият принос на тантрическия махасидха Падмасамбхава е това, че добавя тантричните приемствености на Ваджраяна към тибетския будизъм. Докато Ваджраяна е част от тибетския будизъм в това, че оформя съществената част от всяка от главните тибетски будистки школи, тя не е съвсем идентична с тях. В действителност всяка от тибетските школи включва както тантрични учения, така и такива, отнасящи се до „постепенния подход“ или Махаяна. Будисткият учен Александър Берзин отнася Ваджраяна към „Махаяна и Ваджраяна традициите на тибетския будизъм“. Казва се, че обучението в „общите пътеки“ на Сутра (включително Ламрим) е в основата на „необикновения път“ на Ваджраяна. Ваджраяна техниките прибавят „изкусните умения“ към основните Махаяна учения за напреднали ученици. „Изкусните умения“ на Ваджраяна в тибетския будизъм се отнасят към тантрическите техники Дзогчен (тибетски; санскрит: маха-ати) и Махамудра (тибетски: Чагчен).

### Непалски Невар будизъм
Будизмът Невар се практикува от племето невар в долината на Катманду в Непал. Това е единствената школа във Ваджраяна, в която ръкописите са написани на санскрит. Нейните свещеници не следват безбрачие и се наричат Ваджрачаря.

### Китайски езотеричен будизъм
Езотеричните традиции в Китай са сходни на ученията в японската школа Шингон, въпреки че броят практикуващи значително намалява, от части поради гоненията на будисти при царуването на император Вузонг от Танг, който почти напълно заличил линията на китайския езотеричен будизъм. В Китай и в страни с голямо китайско население, като Тайван, Малайзия, Сингапур, китайският езотеричен будизъм е често считан като Тангми (唐密) „Тайния будизъм на династия Танг“ и Ханчуанмицонг (漢傳密宗) „свещения будизъм на трансмисията Хан“ (кратко Ханми漢密) или Донгми (東密) „Свещен източен будизъм.“ В по-общ смисъл китайският термин Мицонг (密宗) „Свещения път“ е най-популярният термин, отнасящ се към всяка форма на езотеричния будизъм. Тези традиции в по-малка или по-голяма степен споделят едни и същи учения с школата Шингон, като много от нейните ученици пътуват до Япония, за да получат приемственост на планината Коя.
Според учителя Сюан Хуа най-известният пример на езотерични учения все още се практикува в много зен манастири в Източна Азия, който е написан в Шурангама сутра и нейната дхарани (Шитатаратрошниша Дхарани) заедно с Великото Състрадание дхарани (Нилакантха дхарани) с неговите 42 ръце и мантри очи.

### Япония

#### Будизма Шингон
Школата Шингон е основана в Япония и включва практики, известни в Япония като Микьо, които са подобни като идея на тези в тибетския Ваджраяна будизъм. Линията на Шингон се отличава от тази на другите школи във Ваджраяна, защото произлиза от Индия и преминава през Централна Азия (вкл. Китай), като е основана на по-ранни от тибетската приемственост версии на индийски текстове. Шингон споделя заедно с тибеския будизъм едни и същи езотерични сутри (наречени тантри в тибесткия будизъм) и мандали, но действителните практики не са свързани. Основните текстове на будизма Шингон са Махавайрочана сутра и Ваджрасекхара сутра. Основателят на Шингон будизма е Кукай, който бил японски монах, който учел в Китай през 9 век по време на династията Танг и пренесъл Ваджраяна ръкописи, техники и мандали тогава популярни в Китай. Школата най-вероятно загинала или се сляла с други школи в Китай след края на династия Танг, но в Япония по това време тя била в разцвета си. Шингон е един от последните клонове на будизма в света, който продължава да използва северноиндийските езикови знаци на санскритския език, наречени сидхам.